# Silene rupestris
Silene rupestris là loài thực vật có hoa thuộc họ Cẩm chướng. Loài này được Carl von Linné miêu tả khoa học đầu tiên năm 1753.